# 鷹司并子

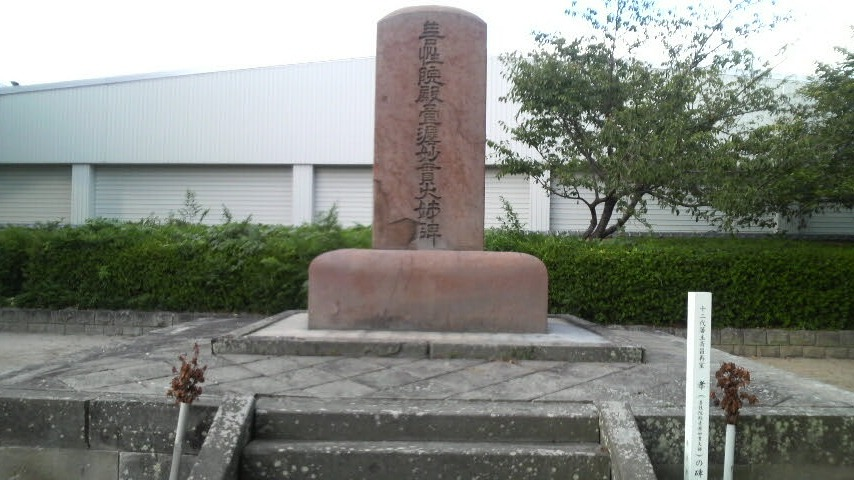
興源寺にある墓碑

鷹司 并子（たかつかさ すねこ、寛政10年12月17日（1799年1月22日） - 天保8年10月10日（1837年11月7日））は、阿波徳島藩12代藩主・蜂須賀斉昌の継室。初名は李（すえ）。院号は善性院。
父は関白・鷹司政煕。13代藩主蜂須賀斉裕の正室・鷹司標子は姪に当たる。

## 生涯
寛政10年12月17日（1799年1月22日）、関白・鷹司政煕とその側室との間に生まれる。
文政4年（1821年）、蜂須賀斉昌の正室・穠姫が死去したため、継室として江戸の徳島藩邸に入った。天保8年10月10日（1837年11月7日）に江戸で没し、藩邸内に埋葬された。享年40。墓所は徳島県徳島市下助任町にある興源寺。